# Vegalta Sendai Ladies
O Vegalta Sendai Ladies é um clube de futebol feminino japonês, sediado em Sendai, Japão. A equipe compete na L. League

## História
O clube foi fundado em 2012 como parte do programa de futebol feminino do Vegalta Sendai.